# Saastal
Saastal (francouzsky Vallée de Saas) je horské údolí ve Walliských Alpách, nacházející se v horní části švýcarského kantonu Valais. Je jedním z levých (jižních) bočních údolí údolí Rhôny ve Valais, která se na jihu hluboce zařezávají do Walliských Alp až k hlavnímu alpskému hřebeni (kde je zároveň hraničním hřebenem mezi Švýcarskem a Itálií) a otevírají se na severu směrem k řece Rhôně, hlavní geografické ose Valais.

## Geografie

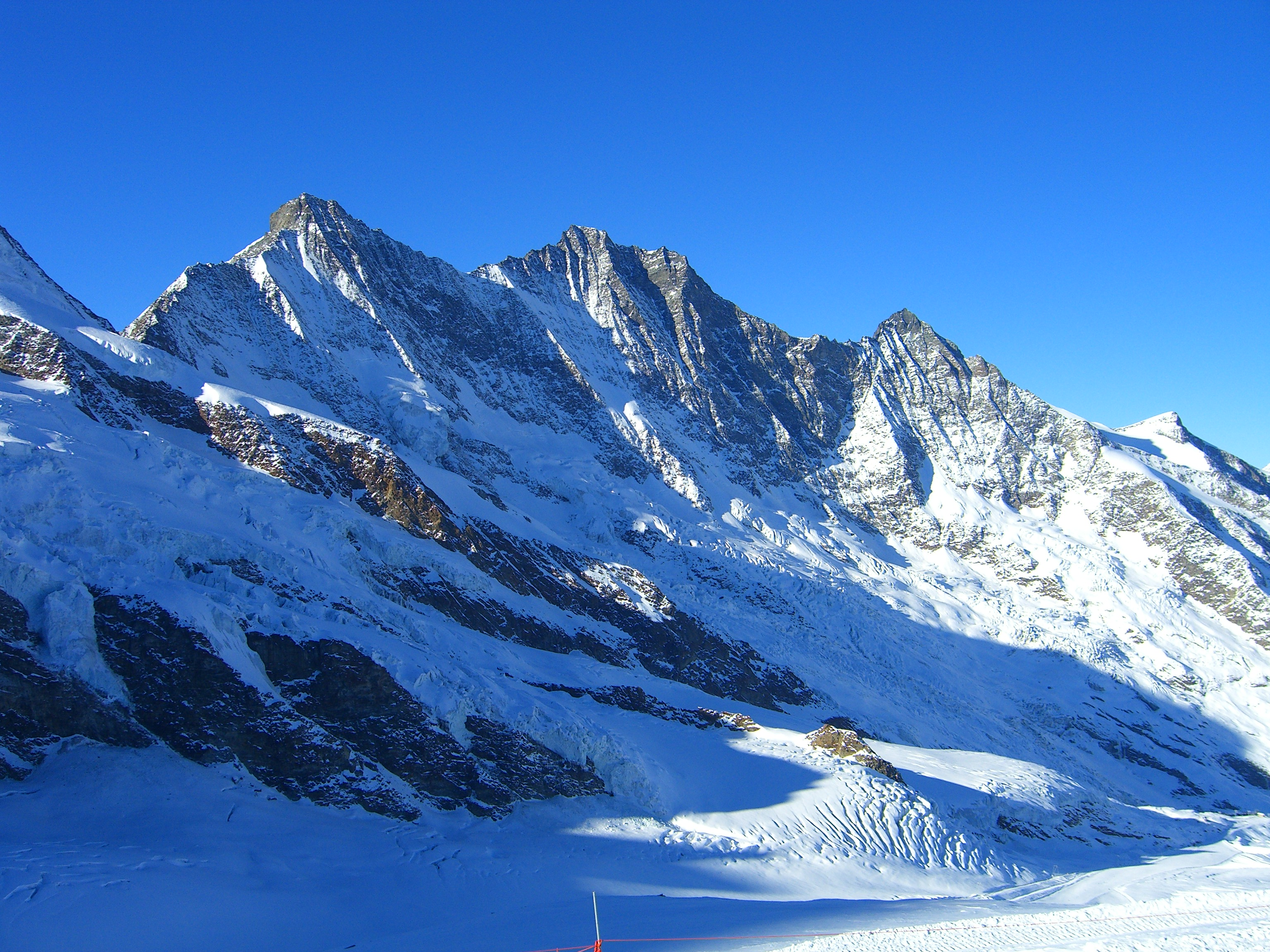
Täschhorn a Dom

Údolí Saastal je známé především díky lyžařským střediskům Saas-Fee a Saas-Grund, blízkosti údolí Mattertal s Zermattem a přístupu k alpsky atraktivním oblastem řetězce Mischabel s nejvyšším vrcholem Švýcarska daleko od hranic, Domem.
Údolí Saas je východní větví údolí Vispertal, kde se na západě u obce Stalden spojuje s údolím Mattertal. Při příjezdu z údolí Rhôny se nejprve přes Visp a Stalden lze dostat do Eistenu a Saas-Balenu, poté do Saas-Grundu. Ze Saas-Grundu se údolím dále vede cesta do Saas-Almagell a později k přehradě Mattmark nebo odbočkou vpravo do Saas-Fee, o dobrých 200 metrů výše.
Na jihu a jihovýchodě hraničí údolí Saastal s italským údolím Valle Anzasca s hlavní obcí Macugnaga. Průsmyky Monte Moro Pass, Ofentalpass a Antronapass v údolí Saastal sloužily v minulosti jako pašerácké stezky. Po otevření průsmyku Simplonpass ztratily obtížně přístupné a vysoké průsmyky v údolí Saastal svůj význam.

## Historie

Kostel v Almagellu (cca 1915)

Jednotlivé neolitické nálezy naznačují, že Saastal byl osídlen již ve 4. století př. n. l. Osadníci (5.–4. stol. př. n. l.) byli nejprve romanizováni a poté postupně germanizováni Alamany ve vrcholném středověku. Zatímco Eisten šel vlastní cestou, čtyři vesnice jižně od lesa Martiswald tvořily nejpozději od 13. století velkou obec Saas, která patřila k obci Visp. Kolem roku 1300 získali Saasští od Blandratů, pánů z Vispu, alpy mezi Martiswaldem a Mattmarkem a s nimi spojená vrchnostenská práva. V roce 1392 se Saas rozdělil na okresy Saas-Balen, Saas-Grund, Saas-Almagell a Saas-Fee, které v různých společných údolních statutech upravovaly měšťanská práva, užívání alpských pastvin a lov svišťů. Až do roku 1798 tvořilo pět údolních obcí čtvrť (Zenden) Visp, jejíž rychtář byl podle stanov z roku 1522 údolním soudcem. Území velké farnosti se shodovalo s územím farnosti Saas, která vznikla v roce 1400 oddělením od farnosti Visp (farní kostel v Saas-Grundu). V roce 1893, respektive 1907, vytvořily jednotlivé čtyři čtvrti vlastní farnosti.
Až do výstavby mostu přes rokli při vstupu do údolí v roce 1546 se obyvatelé Saasu dostávali do Vispu po horské stezce. Udržovali styky se severní Itálií přes průsmyky Monte Moro, Antrona a Mondelli a ve 13. století založili mimo jiné walserské osady v údolí Valle Anzasca. V zájmu zajištění obchodu uzavřeli obyvatelé údolí Mattertal a Saastal s obyvateli údolí Valle Anzasca v roce 1291 mír. V polovině 19. století se údolí otevřelo cestovnímu ruchu a vyrostli zde průkopníci hotelnictví a horští průvodci. Ve 30. letech 20. století nahradila mulařskou stezku silnice. V letech 1960–65 vybudovala společnost Kraftwerke Mattmark AG na území čtyř obcí přehradu (v provozu od roku 1969, Saas-Almagell má z právních důvodů územní svrchovanost). V roce 1965 zahynulo 88 převážně italských stavebních dělníků, když se ledovec Allalin zřítil na baráky na staveništi.

## Sídla

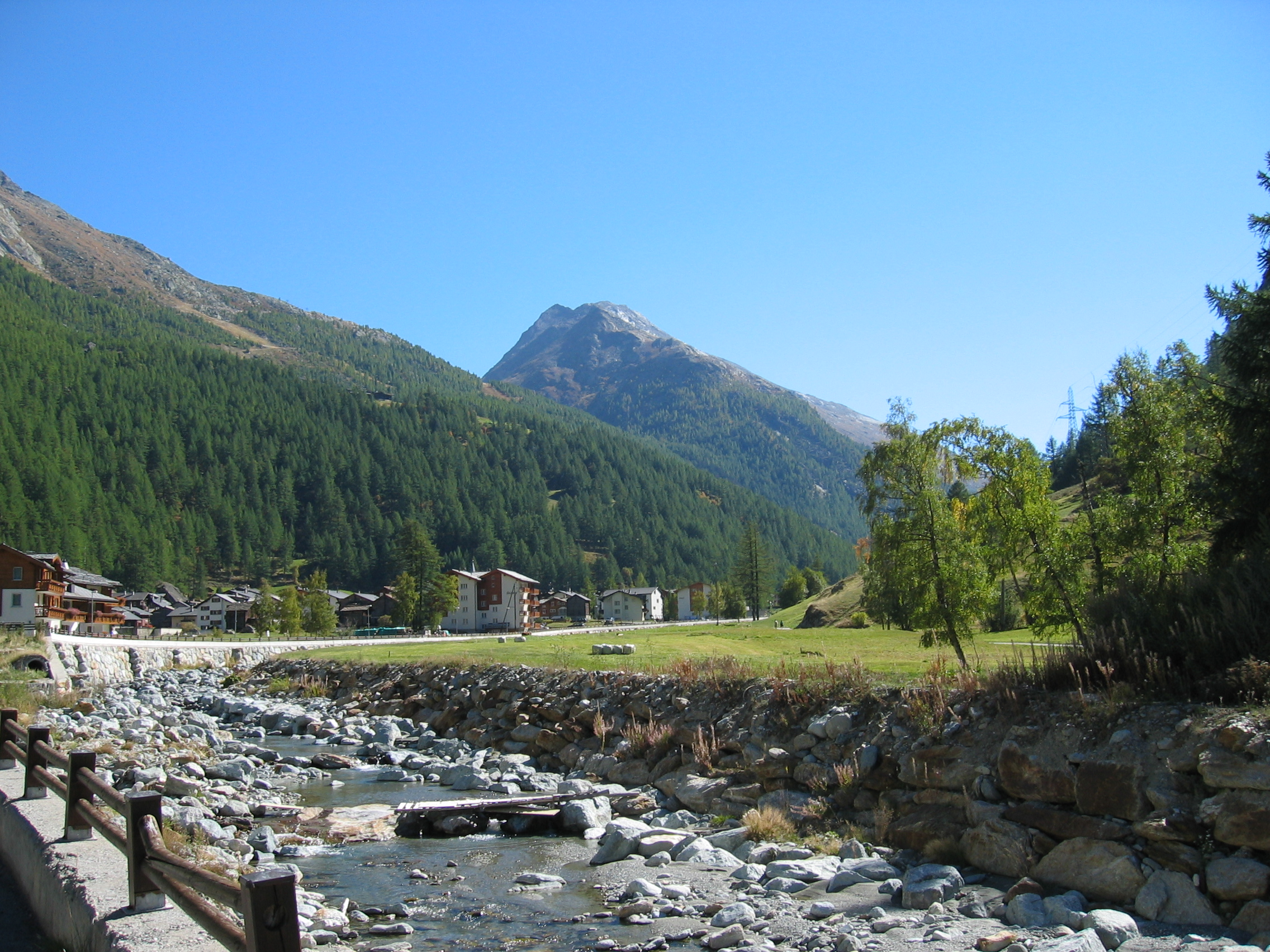
Saaservispa u Saas-Almagell

Údolí Saas se skládá z celkem osmi obcí, přičemž pět obcí Eisten, Saas-Balen, Saas-Grund, Saas-Fee a Saas-Almagell leží zcela v Saastalu. Osm obcí v údolí (shora dolů - tj. od jihu k severu) je následujících:
- Saas-Almagell,
- Saas-Fee,
- Saas-Grund,
- Saas-Balen,
- Eisten,
- Staldenried,
- Visperterminen

a na spojnici údolí Vispertal:
- Stalden

Saas-Grund je bývalé hlavní sídlo údolí a po Saas-Fee druhá největší obec v Saastalu. Obce Saas-Almagell (1672 m n. m.), Saas-Grund (1559 m n. m.), Saas-Balen (1483 m n. m.) a Eisten (1086 m n. m.) leží na dně údolí na řece Saaservispa, obce Saas-Fee (1798 m n. m.) a Staldenried (1052 m n. m.) na svazích údolí.